# Ridgefield (Connecticut, város)
Ridgefield város az USA Connecticut államában, Fairfield megyében. Lakosainak száma 25 033 fő (2020. április 1.).

## Népesség
A település népességének változása:

| 2010 | 24 638 |
| 2020 | 25 033 |